# Mahnmal Gerichtsgefängnis Hannover

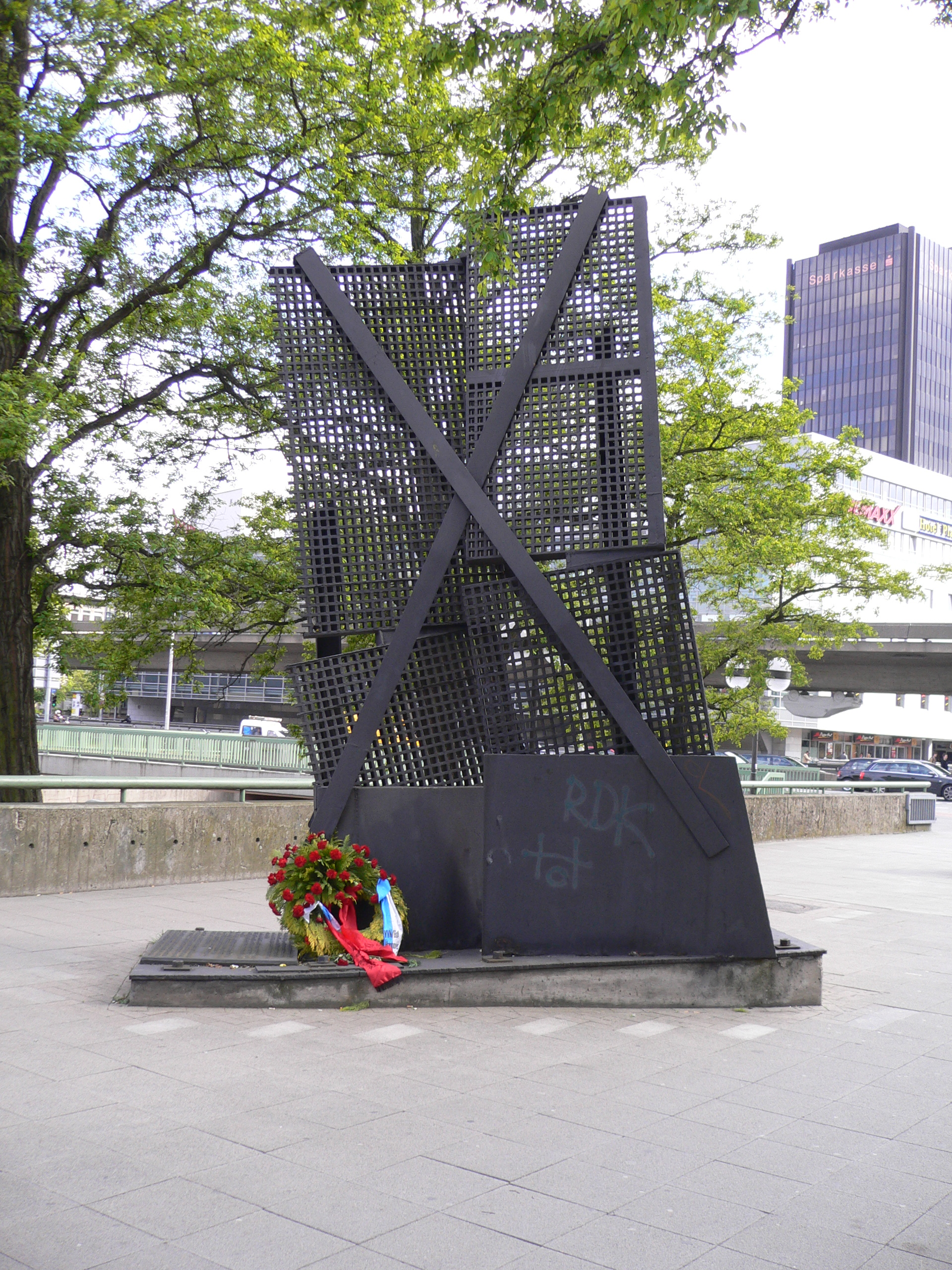
Das Mahnmal Gerichtsgefängnis mit niedergelegtem Kranz vom 8. Mai 2005

Das Mahnmal Gerichtsgefängnis Hannover ist ein Mahnmal in Hannover, das sich hinter dem Hauptbahnhof und dem Raschplatz an der Lister Meile vor dem Eingang des Pavillons befindet. Es erinnert an das ehemals hier gelegene Gerichtsgefängnis, das 1865–75 als Königliches Zellengefängnis Hannover erbaut wurde. In ihm litten die verschiedensten Opfer und Opfergruppen der Nationalsozialisten. Es ist zudem das erste städtische Mahnmal in der Bundesrepublik Deutschland, das ausdrücklich auch an die Verfolgung homosexueller Männer in der NS-Zeit erinnert.
Es wurde von Hans-Jürgen Breuste geschaffen und am 8. Mai 1989, dem Jahrestag der Befreiung vom Nationalsozialismus, mit einer Gedenkveranstaltung der Öffentlichkeit übergeben.

## Beschreibung
Das Mahnmal zeigt verschiedene, unterbrochen vertikal angeordnete Stahlgitter-Platten, die von einem großen Andreaskreuz gekreuzt werden. Die Inschrift am Fuß weist über die Hamburger Allee in Richtung Raschplatz. Bis dorthin verliefen die Mauern des abgebrochenen Gerichtsgefängnisses.

## Bildergalerie

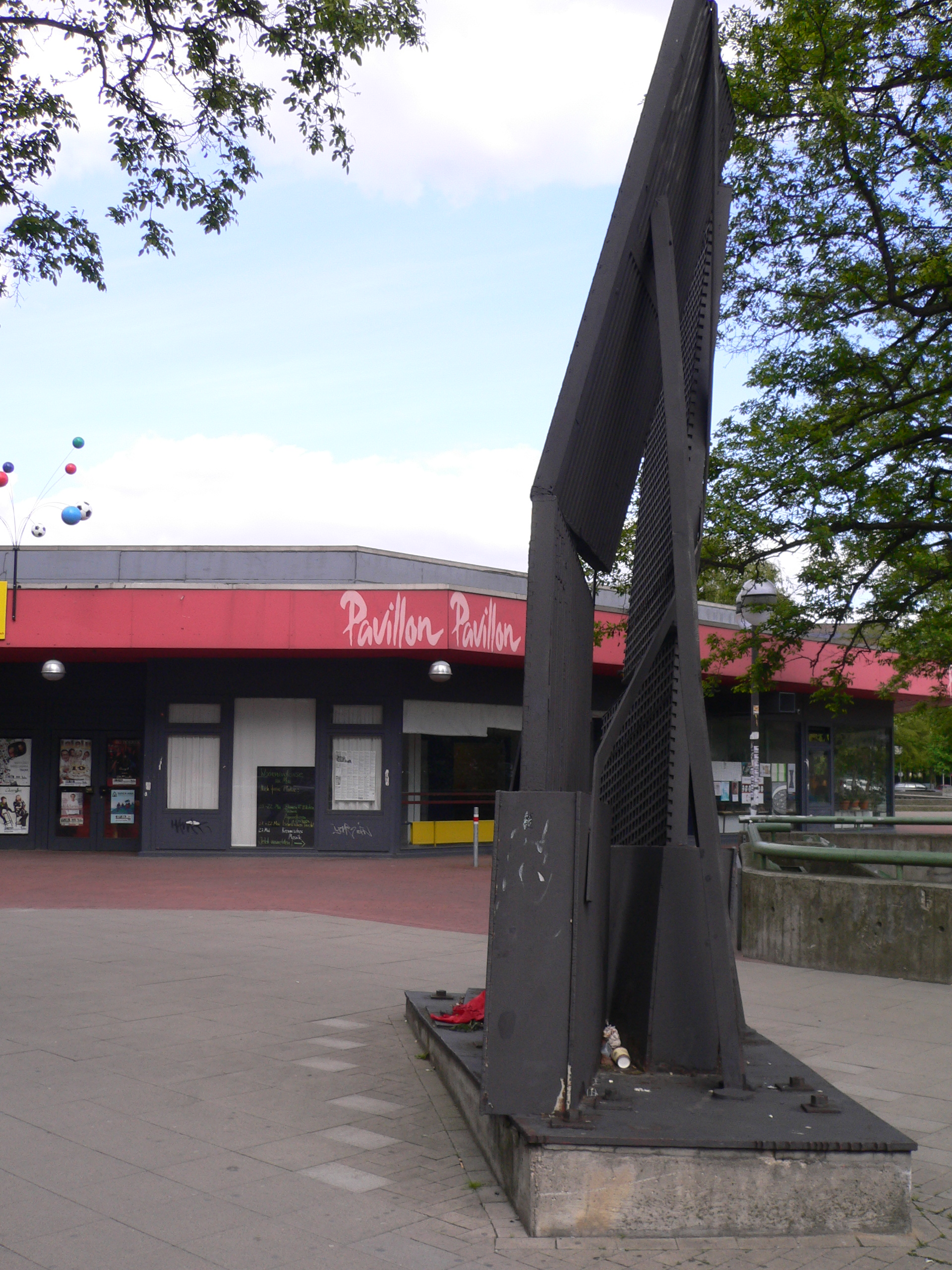
Mahnmal mit Eingang zum Pavillon
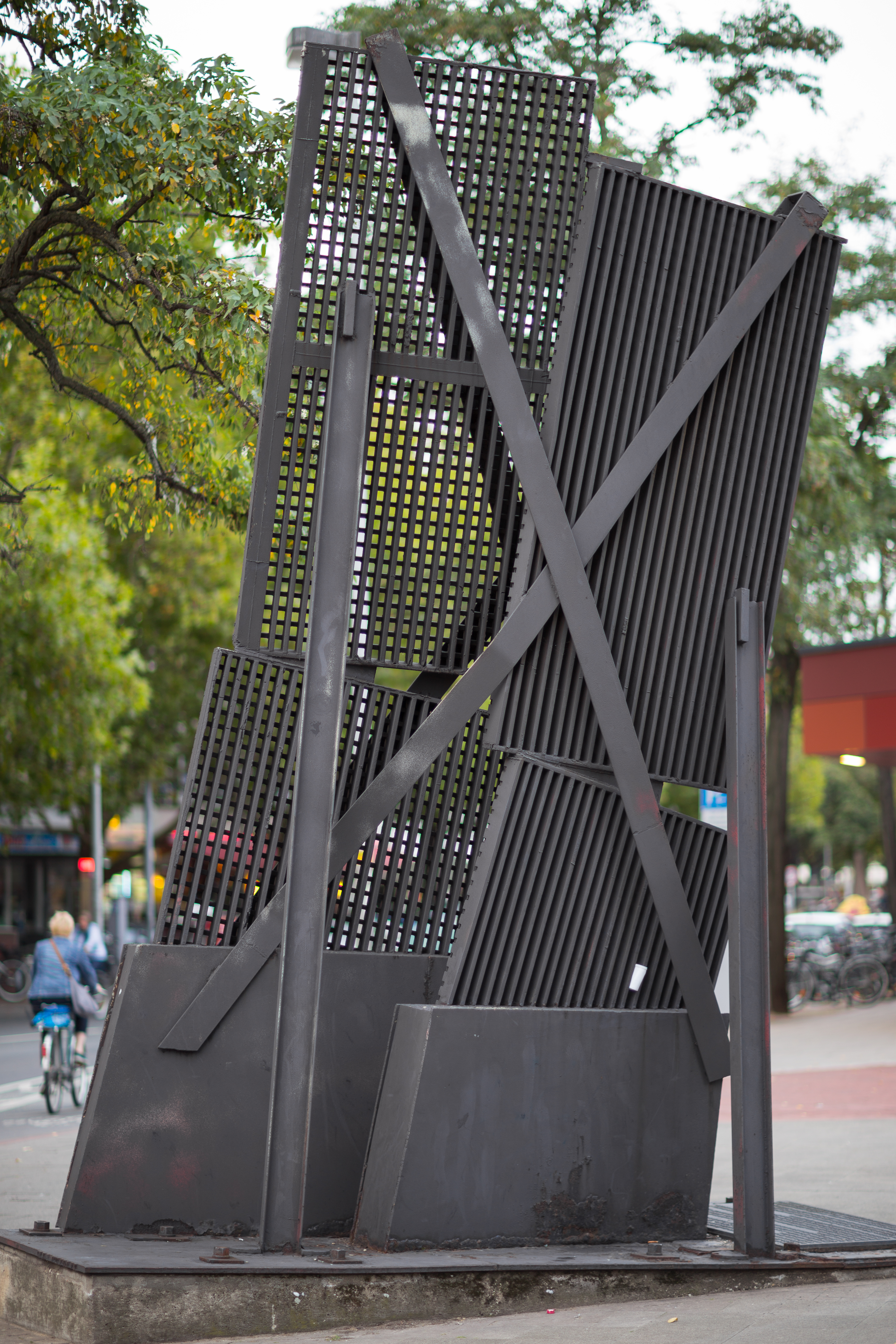
Seitenansicht
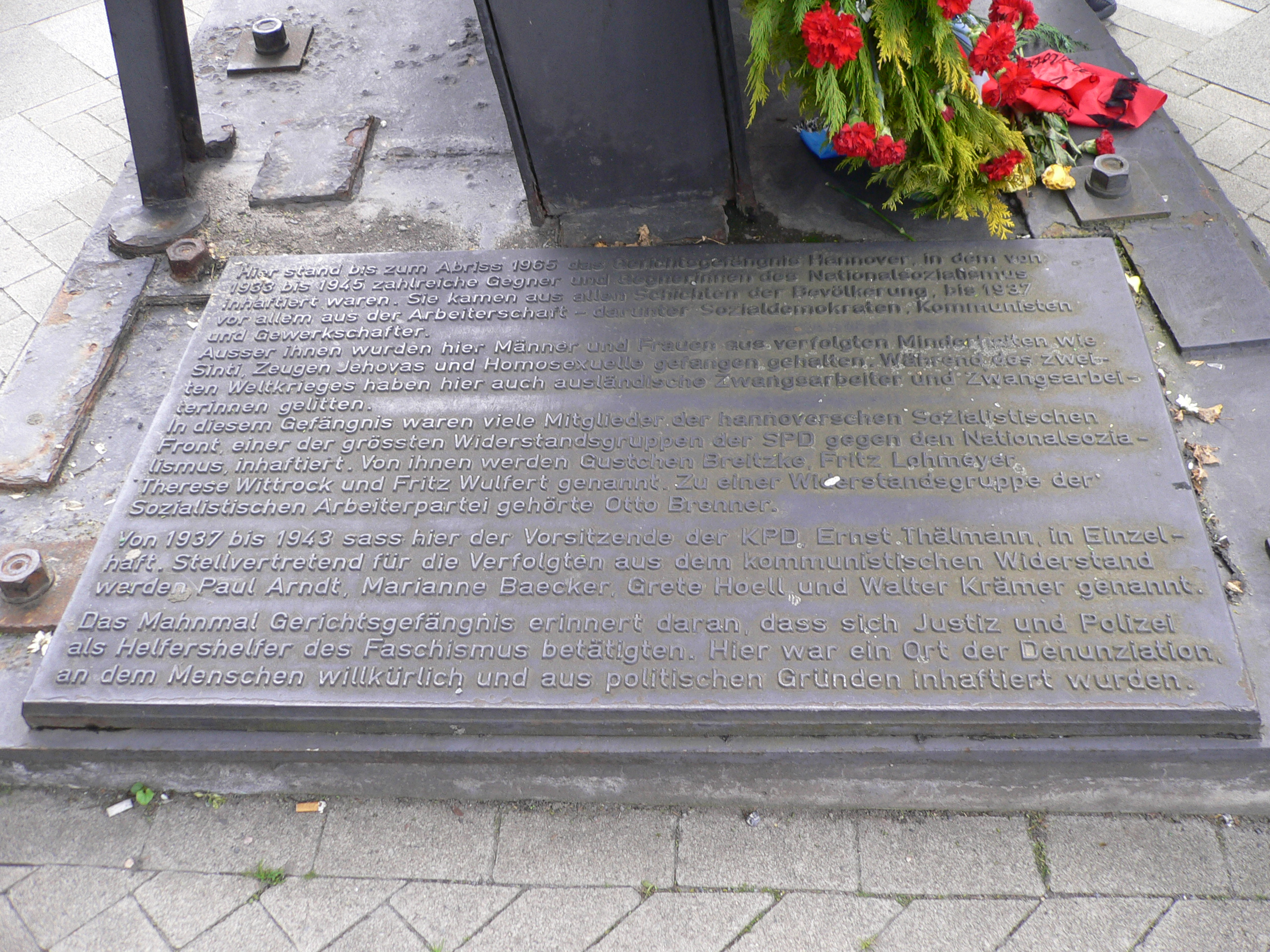
Mahnmal aus der Nähe
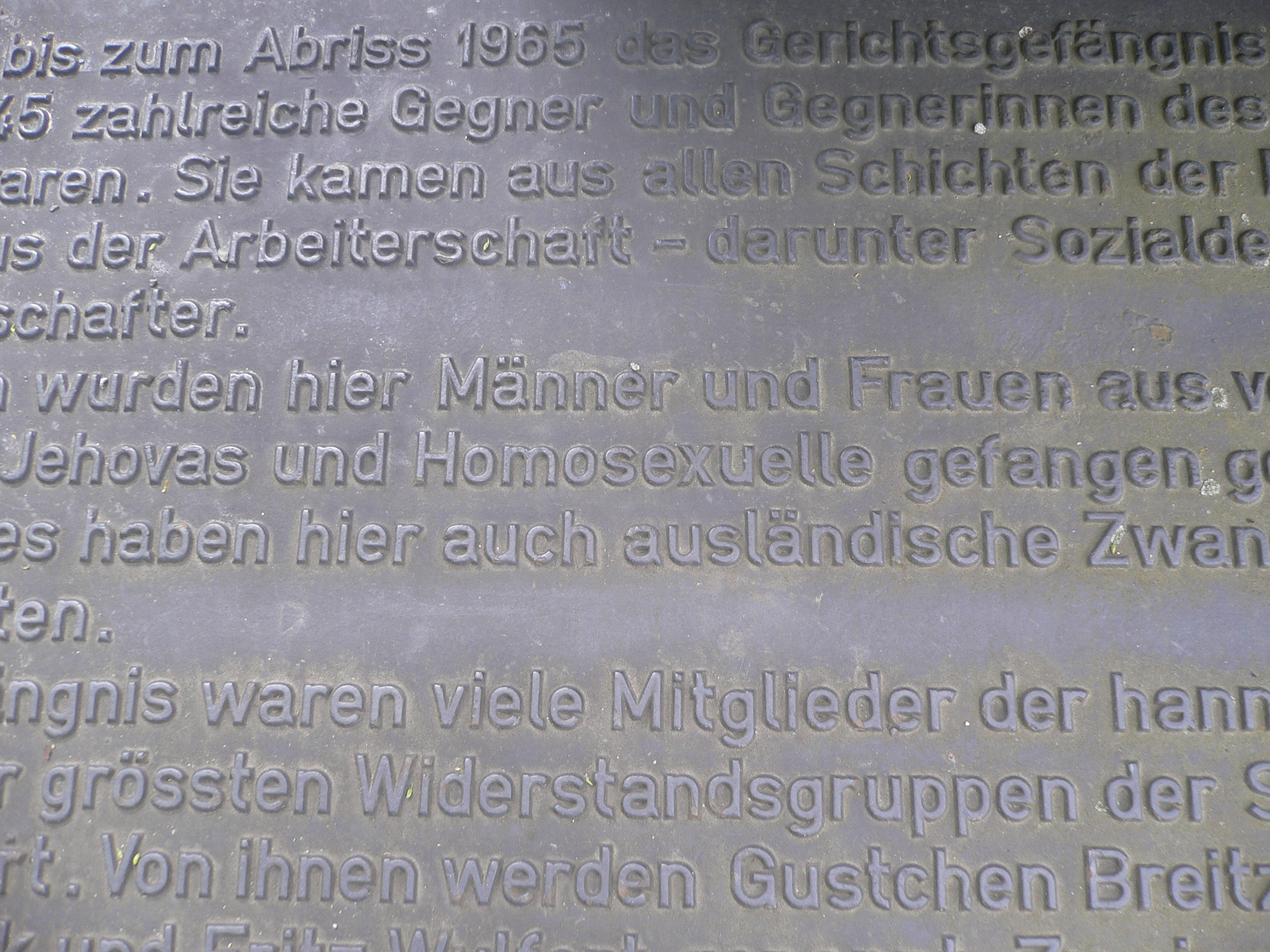
Inschrift des Mahnmals

## Inschrift
Die Inschrift des Mahnmals lautet:

„Hier stand bis zum Abriss 1965 das Gerichtsgefängnis Hannover, in dem von 1933 bis 1945 zahlreiche Gegner und Gegnerinnen des Nationalsozialismus inhaftiert waren. Sie kamen aus allen Schichten der Bevölkerung, bis 1937 vor allem aus der Arbeiterschaft - darunter Sozialdemokraten, Kommunisten und Gewerkschafter.
Außer ihnen wurden hier Männer und Frauen aus verfolgten Minderheiten wie Sinti, Zeugen Jehovas und Homosexuelle gefangengehalten. Während des Zweiten Weltkrieges haben hier auch ausländische Zwangsarbeiter und Zwangsarbeiterinnen gelitten. In diesem Gefängnis waren viele Mitglieder der hannoverschen Sozialistischen Front, einer der größten Widerstandsgruppen der SPD gegen den Nationalsozialismus, inhaftiert. Von ihnen werden Gustchen Breitzke, Fritz Lohmeyer, Therese Wittrock und Fritz Wulfert genannt. Zu einer Widerstandsgruppe der Sozialistischen Arbeiterpartei gehörte Otto Brenner.
Von 1937 bis 1943 saß hier der Vorsitzende der KPD, Ernst Thälmann, in Einzelhaft.
Stellvertretend für die Verfolgten aus dem kommunistischen Widerstand werden Paul Arndt, Marianne Baecker, Grete Hoell und Walter Krämer genannt. Das Mahnmal Gerichtsgefängnis erinnert daran, dass sich Justiz und Polizei als Helfershelfer des Faschismus betätigten. Hier war ein Ort der Denunziation, an dem Menschen willkürlich und aus politischen Gründen inhaftiert waren.“